# Якуровская (бывший Никольский сельсовет)
Якуровская — деревня в Шенкурском районе Архангельской области. Входит в состав муниципального образования «Никольское».

## География
Деревня расположена в южной части Архангельской области, в таёжной зоне, в пределах северной части Русской равнины, в 9,3 километрах на запад от города Шенкурска, на северо-западном берегу озера Еропульское. Ближайшие населённые пункты: на востоке деревня Медведевская, на северо-востоке деревня Никольский Погост, на юго-западе деревня Прилукская. Менее чем в 1 километре от деревни проходит автомобильная дорога федерального значения М8 «Холмогоры».
Часовой пояс
Якуровская, как и вся Архангельская область, находится в часовой зоне МСК (московское время). Смещение применяемого времени относительно UTC составляет +3:00.

## Население
| 2002 | 2010 | 2012 |
| ---- | ---- | ---- |
| 11   | ↘10  | ↘3   |

## История
В «Списке населенных мест Архангельской губернии к 1905 году» село Якуровское (Заборье) насчитывает 12 дворов, 60 мужчин и 50 женщин. В административном отношении село входило в состав Володимировского сельского общества Великониколаевской волости.
На 1 мая 1922 года в поселении 30 дворов, 59 мужчин и 97 женщин.